# Anžela Balachonovová
Anžela Balachonovová (ukrajinsky Анжела Балахонова; * 18. prosince 1972, Kyjev) je bývalá ukrajinská atletka, jejíž specializace byla skok o tyči.

## Kariéra
Na halovém ME 1996 ve Stockholmu, kde se konala ženská tyčka vůbec poprvé v historii šampionátu obsadila výkonem 385 cm 7. místo. V roce 1997 na halovém MS v Paříži skončila na 9. místě.
O rok později se stala ve Valencii halovou mistryní Evropy v novém světovém rekordu 445 cm. Stříbro získala Daniela Bártová. V letní sezóně roku 1998 vybojovala na evropském šampionátu v Budapešti historicky první titul mistryně Evropy. Výkonem 431 cm vyhrála jen díky lepšímu technickému zápisu před Němkami Nicole Humbertovou a Yvonne Buschbaumovou.
V roce 1999 získala stříbrnou medaili na světovém šampionátu v Seville, kde překonala 455 cm. Výše skočila jen Američanka Stacy Dragilaová (460 cm).
Dvakrát reprezentovala na letních olympijských hrách. V roce 2000 se konala na olympiádě v australském Sydney ženská tyčka poprvé v historii her. Balachonovová postoupila do finále, kde však třikrát neuspěla na své základní výšce 425 cm. Na letní olympiádě 2004 v Athénách se umístila na 6. místě.

## Osobní rekordy
- hala - (447 cm - 4. února 2000, Budapešť)
- venku - (457 cm - 4. července 2004, Jalta)

## Vyznamenání
- Řád za zásluhy III. třídy (Ukrajina, 25. června 1998)[3]
- Řád kněžny Olgy III. třídy (Ukrajina, 15. října 1999)[4]